# Río de la Rambla
Río de la Rambla är ett vattendrag i Spanien.   Det ligger i provinsen Provincia de Teruel och regionen Aragonien, i den östra delen av landet, 240 km öster om huvudstaden Madrid.